# Armored Saint

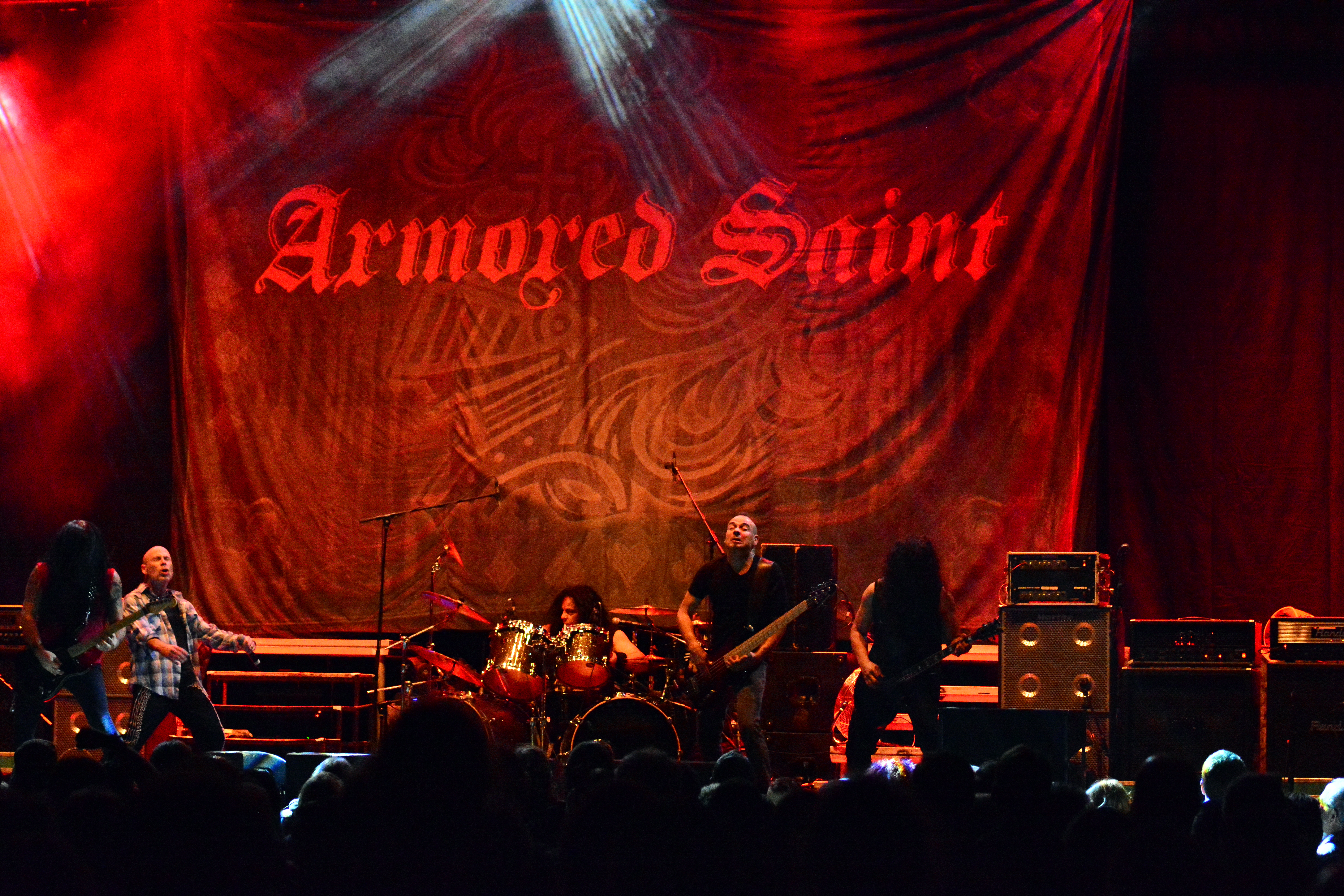
Armored Saint

Armored Saint is een Amerikaanse heavymetalband.

## Artiesten
- John Bush - vocalist (1982 - 1993 en sinds 1998)
- Jeff Duncan - gitarist
- Phil Sandoval - gitarist (1982 - 1993 en sinds 1998)
- Joey Vera - bassist (1982 - 1993 en sinds 1998)
- Gonzo Sandoval - drummer (1982 - 1993 en sinds 1998)

## Vroegere leden
- David Pritchard - gitarist (sinds 1982 en overleden in 1990)
- Eddie Livingston - drummer (1990)
- Alan Barlam - bassist 1982

## Discografie

#### Albums
- 1983 - Armored Saint (EP, Metal Blade)
- 1984 - March of the Saint (Chrysalis)
- 1985 - Delirious Nomad (Chrysalis)
- 1987 - Raising Fear (Chrysalis)
- 1988 - Saints Will Conquer (Metal Blade)
- 1989 - Saint Will Conquer (Live, Metal Blade)
- 1991 - Symbol of Salvation (Metal Blade)
- 2000 - Revelation (Metal Blade)
- 2001 - Nod to the Old School (Metal Blade)
- 2010 - La Raza (Metal Blade)
- 2015 - Win Hands Down
- 2017 - Carpe Noctum (Live, Metal Blade)
- 2020 - Punching the Sky (Metal Blade)

#### Video's
- 1987 - A Trip Thru Red Times	(Live, Chrysalis, bootleg video; opnieuw uitgegeven door Metal Blade in 2004
- 1992 - Hanging Judge (Track in film Hellraiser III: Hell on Earth)
- 2004 - Lessons Not Well Learned (Metal Blade)